# إريك سربيك
إريك سربيك (4 يونيو 1908 – 24 فبراير 1973) لاعب كرة قدم تشيكوسلوفاكي راحل كان يجيد اللعب في خط الوسط .
لعب طوال مسيرته الرياضية في أندية براغ (1930) وسبارتا براغ (1930-1937).
مثل منتخب تشيكوسلوفاكيا 14 مباراة (1930-1936). شارك مع منتخب تشيكوسلوفاكيا في بطولة كأس العالم 1934 في إيطاليا حيث احتل المركز الثاني.
قام بتدريب نادي سبارتا براغ على فترتين الأولى (1948-1953) والثانية (1957-1958).

## وصلات خارجية
- إريك سربيك على موقع الاتحاد التشيكي (الإنجليزية)
- إريك سربيك على موقع قاعدة بيانات كرة القدم.إي يو (الإنجليزية)
- إريك سربيك على موقع ناشيونال فوتبول تيمز (الإنجليزية)
- إريك سربيك على موقع عالم كرة القدم.نت (الإنجليزية)

- سيرة ذاتية